# Jalón
Jalón (wym. /halọn/) – rzeka w Hiszpanii, która jest prawym dopływem Ebro. Jej długość to 224 km. Źródło cieku znajduje się w masywie Sierra Ministra, w Górach Iberyjskich, a uchodzi do Ebro powyżej miasta Saragossy. Głównym miastem leżącym nad rzeką jest Calatayud, gdzie przepływ Jalónu wynosi 20,8 m³/s.
Jalón charakteryzuje się zmiennymi stanami poziomu wód w ciągu roku, które zimą są wysokie, a w okresie letnim niskie.

## Bieg i dopływy
Rzeka płynie na północny wschód przez Góry Iberyjskie i Kotlinę Aragońską. Główną rzeką trafiającą do Jalónu jest Jiloca, która jest jej prawym dopływem.

## Infrastruktura drogowo-kolejowa
Wzdłuż Jalónu ciągnie się kluczowy hiszpański szlak komunikacyjny – droga wraz z linią kolejową łączące Madryt (stolicę Hiszpanii) i Saragossę (stolicę wspólnoty Aragonia). Trasa biegnie przez region Aragonia i krainę Kastylia.

## Wykorzystanie
Rzeka Jalón jest wykorzystywana przez rolników do nawadniania upraw, a także w celach energetycznych. Wzdłuż cieku znajduje się wiele elektrowni wodnych.
W dolinie rzeki Jalón zlokalizowane są plantacje oliwek, a także sady oraz uprawy winorośli.

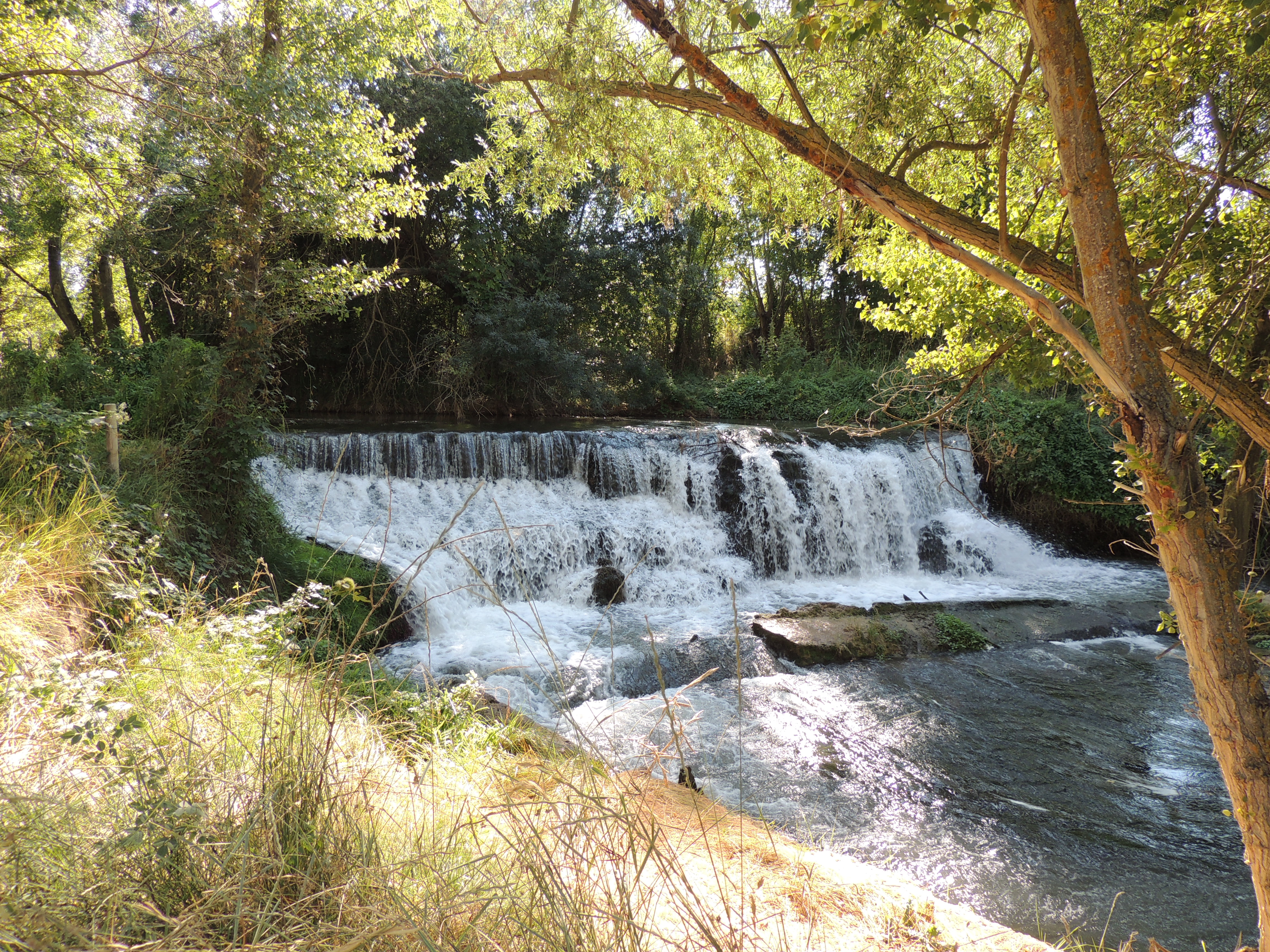
Rzeka Jalón na wysokości gminy Arcos de Jalón
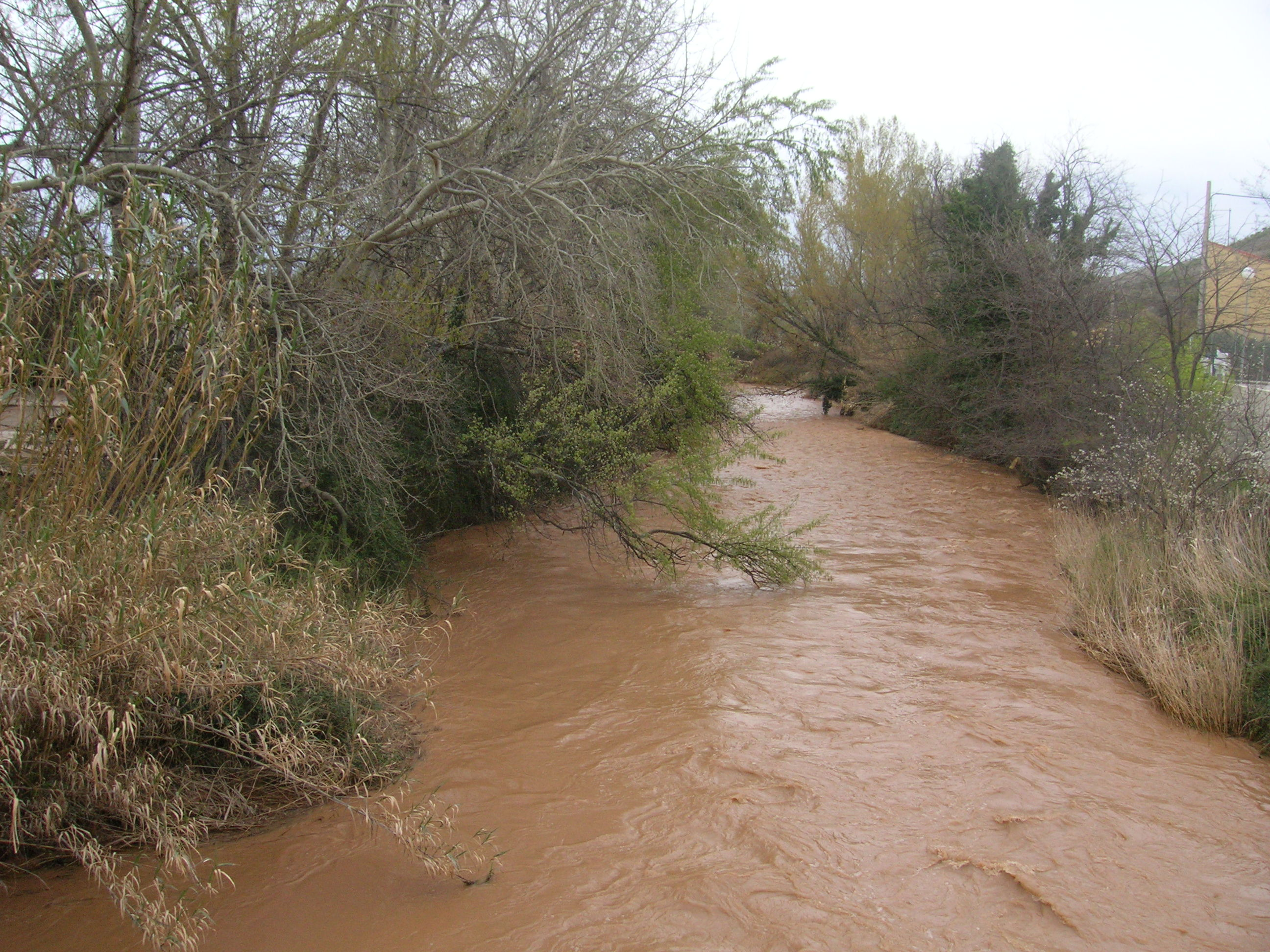
Jalón podczas wezbrania po ulewnych deszczach (czasem rzeka zalewa okoliczne miasta)